# Serres-Castet
Serres-Castet település Franciaországban, Pyrénées-Atlantiques megyében. Lakosainak száma 4411 fő (2022. január 1.). Serres-Castet Lescar, Lons, Montardon, Navailles-Angos és Sauvagnon községekkel határos.

## Népesség
A település népessége az elmúlt években az alábbi módon változott:
| Lakosok száma | 3973 | 4200 | 4357 | 4261 | 4302 | 4348 | 4393 | 4376 | 4411 |
|               | 2013 | 2015 | 2016 | 2017 | 2018 | 2019 | 2020 | 2021 | 2022 |